# COVID-19-Pandemie in Mexiko

Nachgewiesene Infektionsfälle per Bundesstaat.

Todesfälle per Bundesstaat.

Die COVID-19-Pandemie in Mexiko tritt als regionales Teilgeschehen des weltweiten Ausbruchs der Atemwegserkrankung COVID-19 auf und beruht auf Infektionen mit dem Ende 2019 neu aufgetretenen Virus SARS-CoV-2 aus der Familie der Coronaviren. Die COVID-19-Pandemie breitet sich seit Dezember 2019 von China ausgehend aus. Ab dem 11. März 2020 stufte die Weltgesundheitsorganisation (WHO) das Ausbruchsgeschehen des neuartigen Coronavirus als Pandemie ein.

## Verlauf
Am 22. Januar 2020 gab die Secretaría de Salud von Mexiko (vergleichbar mit einem Gesundheitsministerium) eine Erklärung ab, die besagte, dass Mexiko gut auf das neuartige Coronavirus vorbereitet sei. Am 28. Februar 2020 wurden die ersten beiden Infektionsfälle bestätigt.
In Mexiko wurde am 2. März der erste Erkrankte als geheilt entlassen, ein 35-jähriger Mann aus Mexiko-Stadt, der Mitte Februar an einer Geschäftsreise nach Italien teilgenommen hatte. Insgesamt zählte Mexiko am 3. März fünf Infektionsfälle, die sich alle auf Italienreisen angesteckt hatten. Bis zum 14. März erhöhte sich die Zahl der bestätigten Infektionsfälle in dem Land auf 41. Mexikos Präsident, Andrés Manuel López Obrador, verkündete während einer Reise durch den südwestlichen Bundesstaat Guerrero in einem am 22. März auf der Social-Media-Plattform Facebook veröffentlichten Video: „Wir werden das Leben wie gewohnt weiterführen.“
Bis zum 10. Mai 2020 wurden von der WHO für Mexiko 31.522 bestätigte SARS-CoV-2-Infektionen und 3160 durch COVID-19 bedingte Todesfälle gemeldet. Am 25. Mai 2020 wurden von der WHO 65.856 Infizierte und 7.179 Todesfälle gemeldet.

### Infektionen

Bestätigte Infizierte nach Daten der WHO. Oben kumuliert, unten Tageswerte

### Todesfälle

Bestätigte Todesfälle nach Daten der WHO. Oben kumuliert, unten Tageswerte

## Statistik

### Tests
Mexiko verzichtet aus finanziellen Gründen auf großflächige Tests und verzeichnete daher Mitte August 2020 mit 11,9 Prozent die dritthöchste Sterberate weltweit nach Italien (14,5 Prozent) und Großbritannien (14 Prozent). Auf dem Stand vom 25. Juli 2020 wurden lediglich 6,04 Tests pro 1.000 Einwohner durchgeführt, in den benachbarten USA hingegen 147,42, in Deutschland 88,55.

## Gesellschaftliche Folgen

### Kriminalität
Im Zusammenhang mit der Pandemie kam es zu Angriffen auf Mitarbeiter im Gesundheitssektor. So zählte die staatliche Antidiskriminierungsstelle in Mexiko von Mitte März bis Anfang Mai 2020 mehr als 40 teils schwere Angriffe auf Gesundheitspersonal. Es wird gesagt, dass die Angreifer in den Ärzten und Pflegern vermeintliche Überträger des Virus sehen. Als Reaktion auf die Kriminalität werden manche Krankenhäuser von staatlichen Sicherheitskräften bewacht. Alleine im April 2020 wurden in Mexiko mutmaßlich 337 Frauen ermordet, die höchste Zahl seit 2015, dem Beginn der statistischen Erfassung. Mutmaßlich 70 waren Opfer eines Femizids (vergleiche Frauenmorde in Ciudad Juárez).

### Proteste von Beschäftigten
In den Maquiladoras genannten Fabriken an der Grenze zu den Vereinigten Staaten führten Verstöße gegen Präventionsauflagen sowie erhöhte Infektions- und Todeszahlen zu Protesten betroffener Beschäftigter. Die zum Teil auf diplomatischen Druck weiter betriebenen Standorte führten zu Spannungen zwischen den örtlichen Entscheidungsträgern.